# パーク郡 (モンタナ州)
パーク郡（英: Park County）は、アメリカ合衆国モンタナ州の南部に位置する郡である。2010年国勢調査での人口は15,636人であり、2000年の15,694人から0.4％減少した。モンタナ州の郡では人口で第4位である。郡庁所在地はリビングストン市（人口7,044人）であり、同郡で人口最大の自治体でもある。イエローストーン国立公園の極一部が郡内南端に入っている。

## 地理
アメリカ合衆国国勢調査局に拠れば、郡域全面積は2,814平方マイル (7,290 km2)であり、このうち陸地は2,802平方マイル (7,260 km2)、水域は11平方マイル (28 km2)で水域率は0.40％である。モンタナ州の最高地点、標高 12,807 フィート (3,904 m) のグラニット峰が郡内にある。パーク郡は、1978年に当時郡相当地域だったイエローストーン国立公園が解体され、ギャラティン郡とパーク郡に一部が割り振られて現在の領域になった。ギャラティン郡には陸地99.155平方マイル (256.8  km2)と水域0.119平方マイル (0.3 km2) が、パーク郡には陸地146.229平方マイル (378.7 km2)と水域0.608平方マイル (1.6 km2) が付けられた。移管された地域はギャラティン郡では国勢調査地域14号、パーク郡では同6号と呼ばれている。

### 主要高規格道路
- 州間高速道路90号線
- アメリカ国道89号線
- アメリカ国道191号線
- モンタナ州道86号線

### 隣接する郡
- ギャラティン郡 - 西
- マー郡 - 北
- スウィートグラス郡 - 東
- スティルウォーター郡 - 東
- カーボン郡 - 東
- パーク郡 (ワイオミング州) - 南

パーク郡はワイオミング州のパーク郡と接しており、アメリカ合衆国でこのように異なる州の同名の郡が州境を挟んで接するのは珍しい例である。

### 国立保護地域
- カスター国立の森（部分）
- ギャラティン国立の森（部分
- ルイスアンドクラーク国立の森（部分）
- イエローストーン国立公園（部分）

## 人口動態
以下は2000年国勢調査による人口統計データである。
| 基礎データ - 人口: 15,694人 - 世帯数: 6,828 世帯 - 家族数: 4,219 家族 - 人口密度: 2人/km2（6人/mi2） - 住居数: 8,247軒 - 住居密度: 1軒/km2（3軒/mi2） 人種別人口構成 - 白人: 96.65% - アフリカン・アメリカン: 0.40% - ネイティブ・アメリカン: 0.92% - アジア人: 0.36% - 太平洋諸島系: 0.03% - その他の人種: 0.47% - 混血: 1.17% - ヒスパニック・ラテン系: 1.84% 先祖による構成 - ドイツ系：25.5％ - イギリス系：12.4％ - ノルウェー系：9.5％ - アイルランド系：9.0％ - アメリカ人：7.9％ 年齢別人口構成 - 18歳未満: 23.5% - 18-24歳: 6.5% - 25-44歳: 27.9% - 45-64歳: 27.1% - 65歳以上: 14.9% - 年齢の中央値: 41歳 - 性比（女性100人あたり男性の人口） - 総人口: 97.04 - 18歳以上: 96.1 | 世帯と家族（対世帯数） - 18歳未満の子供がいる: 28.1% - 結婚・同居している夫婦: 51.0% - 未婚・離婚・死別女性が世帯主: 7.3% - 非家族世帯: 38.2% - 単身世帯: 32.4% - 65歳以上の老人1人暮らし: 11.7% - 平均構成人数 - 世帯: 2.27人 - 家族: 2.88人 収入と家計 - 収入の中央値 - 世帯: 31,739米ドル - 家族: 40,561米ドル - 性別 - 男性: 28,215米ドル - 女性: 19,973米ドル - 人口1人あたり収入: 17,704米ドル - 貧困線以下 - 対人口: 11.4% - 対家族数: 7.2% - 18歳未満: 13.1% - 65歳以上: 10.1% |

## 都市と町

### 都市
- リビングストン - 郡庁所在地

### 町
- クライドパーク

### 国勢調査指定地域
- クックシティ・シルバーゲイト
- ガーディナー
- ウィルソール

### その他の町
- エミグラント
- スプリングデール

## 国立公園
イエローストーン国立公園はその約4.27％のみが郡内南部に入っている。